# Bugula hyadesi
Bugula hyadesi is een mosdiertjessoort uit de familie van de Bugulidae. De wetenschappelijke naam van de soort is voor het eerst geldig gepubliceerd in 1888 door Jullien.